# Bolotettix inermis
Bolotettix inermis är en insektsart som beskrevs av Hancock, J.L. 1915. Bolotettix inermis ingår i släktet Bolotettix och familjen torngräshoppor. Inga underarter finns listade i Catalogue of Life.